# Liga das Nações de Voleibol Feminino de 2018
A Liga das Nações de Voleibol Feminino de 2018 foi a primeira edição do torneio, sendo promovido pela Federação Internacional de Voleibol (FIVB).
Esta competição emergiu para substituir o Grand Prix de Voleibol, então disputada entre os anos de 1993 e 2017. Tal mudança e unificação ocorreu também com a Liga Mundial de Voleibol.
A cidade chinesa de Nanquim recebeu a fase final desta edição, sendo que também seria a sede para as finais até a edição de 2020.
A seleção dos Estados Unidos sagrou-se a primeira campeã na história deste torneio, após ter derrotado a Turquia na decisão. A ponteira norte-americana Michelle Bartsch-Hackley foi eleita a melhor jogadora da competição.

## Participantes
Segue-se, abaixo, o quadro com as dezesseis seleções que participaram da Liga das Nações nesta sua primeira edição.
| Qualificação         | Qualificadas         |
| -------------------- | -------------------- |
| Equipes obrigatórias | Alemanha             |
| Equipes obrigatórias | Brasil               |
| Equipes obrigatórias | China                |
| Equipes obrigatórias | Coreia do Sul        |
| Equipes obrigatórias | Estados Unidos       |
| Equipes obrigatórias | Países Baixos        |
| Equipes obrigatórias | Itália               |
| Equipes obrigatórias | Japão                |
| Equipes obrigatórias | Rússia               |
| Equipes obrigatórias | Sérvia               |
| Equipes obrigatórias | Tailândia            |
| Equipes obrigatórias | Turquia              |
| Equipes desafiantes  | Argentina            |
| Equipes desafiantes  | Bélgica              |
| Equipes desafiantes  | República Dominicana |
| Equipes desafiantes  | Polônia              |

## Fórmula de disputa
Fase preliminar
À exemplo do que ocorre na versão masculina deste torneio, as dezesseis países participantes foram divididos em dois pontos de qualificação, sendo estes o das equipes consideradas "principais" (12) e as "desafiantes" (4). Ao longo de cinco semanas, todas foram divididos em grupos de quatro integrantes cada, disputando as partidas dentro de cada chave. Cada uma das dezesseis participantes sediou rodadas, ao menos, uma vez. As cinco primeiras colocadas qualificaram-se para a fase final. A pior entre as quatro equipes denominadas "desafiantes" será substituída pela seleção vencedora da Challenger Cup de 2018 (a divisão de acesso desta Liga), estando qualificada para a Liga das Nações Feminina de 2019 (como uma equipe "desafiante").
Fase final
As cinco melhores seleções da fase anterior se uniram ao país anfitrião. Estas seis equipes foram divididas em dois grupos, disputando as partidas dentro deles. As duas primeiras seleções de cada grupo classificaram-se às semifinais (o final four). As perdedoras disputaram o terceiro lugar, enquanto que as vencedoras fizeram a decisão deste torneio.

## Calendário
| Data                                        | Local/Equipes                                                             | Local/Equipes                                                           | Local/Equipes                                                                    | Local/Equipes                                                           |
| ------------------------------------------- | ------------------------------------------------------------------------- | ----------------------------------------------------------------------- | -------------------------------------------------------------------------------- | ----------------------------------------------------------------------- |
| Primeira semana: 15–17 de maio              | Grupo 1 · Ecaterimburgo Argentina · Países Baixos · Tailândia · Rússia    | Grupo 2 · Ningbo China · Coreia do Sul · República Dominicana · Bélgica | Grupo 3 · Lincoln Estados Unidos · Itália · Polônia · Turquia                    | Grupo 4 · Barueri Brasil · Japão · Alemanha · Sérvia                    |
| Segunda semana: 22–24 de maio               | Grupo 5 · Toyota Bélgica · Países Baixos · Estados Unidos · Japão         | Grupo 6 · Suwon Rússia · Itália · Coreia do Sul · Alemanha              | Grupo 7 · Macau China · Tailândia · Polônia · Sérvia                             | Grupo 8 · Ancara Argentina · Brasil · República Dominicana · Turquia    |
| Terceira semana: 29–31 de maio              | Grupo 9 · Apeldoorn Polônia · Países Baixos · Coreia do Sul · Brasil      | Grupo 10 · Kraljevo Sérvia · Rússia · Bélgica · Turquia                 | Grupo 11 · Bancoque Alemanha · Tailândia · República Dominicana · Estados Unidos | Grupo 12 · Hong Kong Japão · Argentina · China · Itália                 |
| Quarta semana: 5–7 de junho                 | Grupo 13 · Roterdã Países Baixos · Itália · República Dominicana · Sérvia | Grupo 14 · Jiangmen China · Brasil · Rússia · Estados Unidos            | Grupo 15 · Nakhon Ratchasima Japão · Coreia do Sul · Tailândia · Turquia         | Grupo 16 · Bydgoszcz Bélgica · Argentina · Polônia · Alemanha           |
| Quinta semana: 12–14 de junho               | Grupo 17 · Stuttgart China · Países Baixos · Alemanha · Turquia           | Grupo 18 · Wałbrzych República Dominicana · Polônia · Japão · Rússia    | Grupo 19 · Eboli Bélgica · Brasil · Tailândia · Itália                           | Grupo 20 · Santa Fé Sérvia · Argentina · Coreia do Sul · Estados Unidos |
| Fase final: 27 de junho –1 de julho Nanquim |                                                                           |                                                                         |                                                                                  |                                                                         |

## Critérios de classificação nos grupos
1. Número de vitórias;
2. Pontos;
3. Razão de sets;
4. Razão de pontos;
5. Resultado da última partida entre os times empatados.

- Placar de 3–0 ou 3–1: 3 pontos para o vencedor, nenhum para o perdedor;
- Placar de 3–2: 2 pontos para o vencedor, 1 para o perdedor.[10]

## Fase preliminar
|  | Equipes classificadas para a fase final           |
|  | Equipe classificada para a fase final (país-sede) |
|  | Equipe excluída da Liga das Nações em 2019        |

|     |                      |     | Jogos | Jogos | Jogos | Resultados | Resultados | Resultados | Resultados | Resultados | Resultados | Sets | Sets | Sets  | Pontos | Pontos | Pontos |
| Pos | Equipe               | Pts | T     | V     | D     | 3–0        | 3–1        | 3–2        | 2–3        | 1–3        | 0–3        | V    | P    | R     | V      | P      | R      |
| --- | -------------------- | --- | ----- | ----- | ----- | ---------- | ---------- | ---------- | ---------- | ---------- | ---------- | ---- | ---- | ----- | ------ | ------ | ------ |
| 1   | Estados Unidos       | 40  | 15    | 13    | 2     | 11         | 2          | 0          | 1          | 1          | 0          | 42   | 8    | 5.250 | 1227   | 997    | 1.231  |
| 2   | Sérvia               | 37  | 15    | 12    | 3     | 7          | 4          | 1          | 2          | 1          | 0          | 41   | 15   | 2.733 | 1324   | 1141   | 1.160  |
| 3   | Brasil               | 35  | 15    | 12    | 3     | 3          | 7          | 2          | 1          | 2          | 0          | 40   | 20   | 2,000 | 1376   | 1229   | 1.120  |
| 4   | Países Baixos        | 34  | 15    | 12    | 3     | 6          | 3          | 3          | 1          | 1          | 1          | 39   | 18   | 2.167 | 1327   | 1176   | 1.128  |
| 5   | Turquia              | 35  | 15    | 11    | 4     | 5          | 5          | 1          | 3          | 1          | 0          | 40   | 19   | 2.105 | 1351   | 1244   | 1.086  |
| 6   | Itália               | 29  | 15    | 10    | 5     | 6          | 1          | 3          | 2          | 0          | 3          | 34   | 22   | 1.545 | 1230   | 1136   | 1.083  |
| 7   | Rússia               | 23  | 15    | 8     | 7     | 2          | 4          | 2          | 1          | 0          | 6          | 26   | 29   | 0.897 | 1194   | 1198   | 0.997  |
| 8   | Polônia              | 22  | 15    | 8     | 7     | 3          | 2          | 3          | 1          | 3          | 3          | 29   | 29   | 1,000 | 1298   | 1211   | 1.072  |
| 9   | China                | 22  | 15    | 7     | 8     | 5          | 1          | 1          | 2          | 4          | 2          | 29   | 27   | 1.074 | 1237   | 1178   | 1.050  |
| 10  | Japão                | 20  | 15    | 7     | 8     | 3          | 1          | 3          | 2          | 2          | 4          | 27   | 31   | 0.871 | 1209   | 1273   | 0.950  |
| 11  | Alemanha             | 15  | 15    | 5     | 10    | 1          | 3          | 1          | 1          | 6          | 3          | 23   | 35   | 0.657 | 1220   | 1315   | 0.928  |
| 12  | Coreia do Sul        | 14  | 15    | 5     | 10    | 2          | 2          | 1          | 0          | 1          | 9          | 16   | 34   | 0.471 | 1022   | 1141   | 0.896  |
| 13  | Bélgica              | 12  | 15    | 4     | 11    | 2          | 1          | 1          | 1          | 4          | 6          | 18   | 36   | 0.500 | 1115   | 1250   | 0.892  |
| 14  | República Dominicana | 12  | 15    | 3     | 12    | 2          | 1          | 0          | 3          | 2          | 7          | 17   | 37   | 0.459 | 1072   | 1245   | 0.861  |
| 15  | Tailândia            | 7   | 15    | 2     | 13    | 1          | 0          | 1          | 2          | 7          | 4          | 17   | 41   | 0.415 | 1218   | 1355   | 0.899  |
| 16  | Argentina            | 3   | 15    | 1     | 14    | 1          | 0          | 0          | 0          | 2          | 12         | 5    | 42   | 0.119 | 830    | 1161   | 0.715  |

Nota: Países Baixos ficaram na frente da Turquia pelo número de vitórias (12 contra 11).
- As partidas seguem o horário local.

### Semana 1

#### Grupo 1
- Local:  KRK Uralets, Ecaterimburgo, Rússia

| Data   | Hora  |           | Placar |               | Set 1 | Set 2 | Set 3 | Set 4 | Set 5 | Total | Relatório |
| ------ | ----- | --------- | ------ | ------------- | ----- | ----- | ----- | ----- | ----- | ----- | --------- |
| 15 mai | 16:30 | Tailândia | 0–3    | Países Baixos | 20–25 | 24–26 | 13–25 |       |       | 57–76 | Relatório |
| 15 mai | 19:00 | Rússia    | 3–1    | Argentina     | 20–25 | 25–13 | 25–13 | 25–22 |       | 95–73 | Relatório |
| 16 mai | 16:30 | Argentina | 1–3    | Países Baixos | 25–22 | 19–25 | 8–25  | 18–25 |       | 70–97 | Relatório |
| 16 mai | 19:00 | Rússia    | 3–1    | Tailândia     | 25–23 | 13–25 | 25–18 | 30–28 |       | 93–94 | Relatório |
| 17 mai | 16:30 | Argentina | 0–3    | Tailândia     | 17–25 | 17–25 | 16–25 |       |       | 50–75 | Relatório |
| 17 mai | 19:00 | Rússia    | 0–3    | Países Baixos | 22–25 | 20–25 | 25–27 |       |       | 67–77 | Relatório |

#### Grupo 2
- Local:  Ginásio Beilun, Ningbo, China

| Data   | Hora  |                      | Placar |                      | Set 1 | Set 2 | Set 3 | Set 4 | Set 5 | Total   | Relatório |
| ------ | ----- | -------------------- | ------ | -------------------- | ----- | ----- | ----- | ----- | ----- | ------- | --------- |
| 15 mai | 16:00 | Bélgica              | 3–0    | Coreia do Sul        | 25–18 | 25–22 | 25–21 |       |       | 75–61   | Relatório |
| 15 mai | 19:30 | China                | 3–0    | República Dominicana | 25–17 | 25–15 | 25–11 |       |       | 75–43   | Relatório |
| 16 mai | 16:00 | República Dominicana | 2–3    | Coreia do Sul        | 24–26 | 27–25 | 25–21 | 14–25 | 12–15 | 102–112 | Relatório |
| 16 mai | 19:30 | China                | 3–0    | Bélgica              | 25–14 | 25–20 | 25–13 |       |       | 75–47   | Relatório |
| 17 mai | 16:00 | República Dominicana | 2–3    | Bélgica              | 16–25 | 25–18 | 18–25 | 25–19 | 7–15  | 91–102  | Relatório |
| 17 mai | 19:30 | China                | 0–3    | Coreia do Sul        | 15–25 | 15–25 | 13–25 |       |       | 43–75   | Relatório |

#### Grupo 3
- Local:  Bob Devaney Sports Center, Lincoln, Estados Unidos

| Data   | Hora  |                | Placar |         | Set 1 | Set 2 | Set 3 | Set 4 | Set 5 | Total   | Relatório |
| ------ | ----- | -------------- | ------ | ------- | ----- | ----- | ----- | ----- | ----- | ------- | --------- |
| 15 mai | 17:00 | Turquia        | 3–0    | Itália  | 25–21 | 25–21 | 25–20 |       |       | 75–62   | Relatório |
| 15 mai | 19:30 | Estados Unidos | 3–1    | Polônia | 28–26 | 25–22 | 22–25 | 25–15 |       | 100–88  | Relatório |
| 16 mai | 17:00 | Polônia        | 3–2    | Itália  | 21–25 | 25–14 | 19–25 | 25–17 | 15–12 | 105–93  | Relatório |
| 16 mai | 19:30 | Estados Unidos | 2–3    | Turquia | 26–28 | 19–25 | 25–20 | 26–24 | 14–16 | 110–113 | Relatório |
| 17 mai | 17:00 | Turquia        | 3–0    | Polônia | 25–21 | 25–17 | 25–23 |       |       | 75–61   | Relatório |
| 17 mai | 19:30 | Estados Unidos | 3–0    | Itália  | 25–21 | 25–18 | 25–21 |       |       | 75–60   | Relatório |

#### Grupo 4
- Local:  Ginásio José Corrêa, Barueri, Brasil

| Data   | Hora  |          | Placar |          | Set 1 | Set 2 | Set 3 | Set 4 | Set 5 | Total | Relatório |
| ------ | ----- | -------- | ------ | -------- | ----- | ----- | ----- | ----- | ----- | ----- | --------- |
| 15 mai | 15:05 | Brasil   | 1–3    | Alemanha | 25–15 | 22–25 | 18–25 | 20–25 |       | 85–90 | Relatório |
| 15 mai | 17:30 | Japão    | 0–3    | Sérvia   | 18–25 | 17–25 | 22–25 |       |       | 57–75 | Relatório |
| 16 mai | 15:05 | Brasil   | 3–1    | Japão    | 22–25 | 25–18 | 25–23 | 25–11 |       | 97–77 | Relatório |
| 16 mai | 17:30 | Alemanha | 0–3    | Sérvia   | 16–25 | 21–25 | 17–25 |       |       | 54–75 | Relatório |
| 17 mai | 15:05 | Brasil   | 3–1    | Sérvia   | 23–25 | 25–22 | 25–14 | 25–21 |       | 98–82 | Relatório |
| 17 mai | 17:30 | Alemanha | 1–3    | Japão    | 21–25 | 23–25 | 25–21 | 17–25 |       | 86–96 | Relatório |

### Semana 2

#### Grupo 5
- Local:  Sky Hall Toyota, Toyota, Japão

| Data   | Hora  |               | Placar |                | Set 1 | Set 2 | Set 3 | Set 4 | Set 5 | Total   | Relatório |
| ------ | ----- | ------------- | ------ | -------------- | ----- | ----- | ----- | ----- | ----- | ------- | --------- |
| 22 mai | 15:40 | Bélgica       | 2–3    | Países Baixos  | 25–21 | 19–25 | 25–23 | 29–31 | 10–15 | 108–115 | Relatório |
| 22 mai | 19:10 | Japão         | 0–3    | Estados Unidos | 20–25 | 16–25 | 23–25 |       |       | 59–75   | Relatório |
| 23 mai | 15:40 | Países Baixos | 0–3    | Estados Unidos | 19–25 | 21–25 | 23–25 |       |       | 63–75   | Relatório |
| 23 mai | 19:10 | Japão         | 3–0    | Bélgica        | 25–19 | 25–20 | 25–19 |       |       | 75–58   | Relatório |
| 24 mai | 15:40 | Bélgica       | 0–3    | Estados Unidos | 11–25 | 18–25 | 17–25 |       |       | 46–75   | Relatório |
| 24 mai | 19:10 | Japão         | 0–3    | Países Baixos  | 18–25 | 18–25 | 21–25 |       |       | 57–75   | Relatório |

#### Grupo 6
- Local:  Ginásio Suwon, Suwon, Coreia do Sul

| Data   | Hora  |               | Placar |          | Set 1 | Set 2 | Set 3 | Set 4 | Set 5 | Total | Relatório |
| ------ | ----- | ------------- | ------ | -------- | ----- | ----- | ----- | ----- | ----- | ----- | --------- |
| 22 mai | 15:00 | Itália        | 0–3    | Rússia   | 24–26 | 12–25 | 23–25 |       |       | 59–76 | Relatório |
| 22 mai | 18:00 | Coreia do Sul | 3–1    | Alemanha | 23–25 | 26–24 | 25–16 | 25–16 |       | 99–81 | Relatório |
| 23 mai | 16:00 | Itália        | 3–0    | Alemanha | 25–22 | 25–18 | 25–20 |       |       | 75–60 | Relatório |
| 23 mai | 19:00 | Coreia do Sul | 3–0    | Rússia   | 25–19 | 25–14 | 25–17 |       |       | 75–50 | Relatório |
| 24 mai | 16:00 | Alemanha      | 1–3    | Rússia   | 25–19 | 21–25 | 15–25 | 23–25 |       | 84–94 | Relatório |
| 24 mai | 19:00 | Coreia do Sul | 0–3    | Itália   | 17–25 | 21–25 | 21–25 |       |       | 59–75 | Relatório |

#### Grupo 7
- Local:  Fórum de Macau, Macau, China

| Data   | Hora  |           | Placar |           | Set 1 | Set 2 | Set 3 | Set 4 | Set 5 | Total   | Relatório |
| ------ | ----- | --------- | ------ | --------- | ----- | ----- | ----- | ----- | ----- | ------- | --------- |
| 22 mai | 16:30 | Tailândia | 1–3    | Sérvia    | 18–25 | 23–25 | 25–19 | 19–25 |       | 85–94   | Relatório |
| 22 mai | 20:00 | China     | 2–3    | Polônia   | 25–18 | 17–25 | 18–25 | 25–22 | 12–15 | 97–105  | Relatório |
| 23 mai | 17:30 | Polônia   | 1–3    | Sérvia    | 25–20 | 25–27 | 24–26 | 15–25 |       | 89–98   | Relatório |
| 23 mai | 20:00 | China     | 3–1    | Tailândia | 25–23 | 26–24 | 22–25 | 25–17 |       | 98–89   | Relatório |
| 24 mai | 17:30 | Polônia   | 2–3    | Tailândia | 22–25 | 25–21 | 23–25 | 25–21 | 14–16 | 109–108 | Relatório |
| 24 mai | 20:00 | China     | 1–3    | Sérvia    | 25–21 | 23–25 | 21–25 | 17–25 |       | 86–96   | Relatório |

#### Grupo 8
- Local:  Başkent Volleyball Hall, Ancara, Turquia

| Data   | Hora  |                      | Placar |                      | Set 1 | Set 2 | Set 3 | Set 4 | Set 5 | Total | Relatório |
| ------ | ----- | -------------------- | ------ | -------------------- | ----- | ----- | ----- | ----- | ----- | ----- | --------- |
| 22 mai | 14:00 | Argentina            | 0–3    | República Dominicana | 24–26 | 24–26 | 19–25 |       |       | 67–77 | Relatório |
| 22 mai | 17:00 | Turquia              | 1–3    | Brasil               | 17–25 | 19–25 | 25–23 | 21–25 |       | 82–98 | Relatório |
| 23 mai | 14:00 | Brasil               | 3–0    | Argentina            | 25–9  | 25–21 | 25–14 |       |       | 75–44 | Relatório |
| 23 mai | 17:00 | Turquia              | 3–1    | República Dominicana | 25–20 | 17–25 | 25–20 | 25–19 |       | 92–84 | Relatório |
| 24 mai | 14:00 | República Dominicana | 0–3    | Brasil               | 20–25 | 10–25 | 13–25 |       |       | 43–75 | Relatório |
| 24 mai | 17:00 | Turquia              | 3–0    | Argentina            | 25–16 | 25–16 | 25–19 |       |       | 75–51 | Relatório |

### Semana 3

#### Grupo 9
- Local:  Omnisport Apeldoorn, Apeldoorn, Países Baixos

| Data   | Hora  |               | Placar |               | Set 1 | Set 2 | Set 3 | Set 4 | Set 5 | Total  | Relatório |
| ------ | ----- | ------------- | ------ | ------------- | ----- | ----- | ----- | ----- | ----- | ------ | --------- |
| 29 mai | 16:30 | Coreia do Sul | 1–3    | Brasil        | 11–25 | 14–25 | 33–31 | 20–25 |       | 78–106 | Relatório |
| 29 mai | 19:30 | Países Baixos | 3–0    | Polônia       | 25–22 | 25–22 | 27–25 |       |       | 77–69  | Relatório |
| 30 mai | 16:30 | Polônia       | 0–3    | Brasil        | 20–25 | 20–25 | 23–25 |       |       | 63–75  | Relatório |
| 30 mai | 19:30 | Países Baixos | 3–0    | Coreia do Sul | 25–18 | 25–10 | 25–12 |       |       | 75–40  | Relatório |
| 31 mai | 16:30 | Coreia do Sul | 0–3    | Polônia       | 11–25 | 15–25 | 16–25 |       |       | 42–75  | Relatório |
| 31 mai | 19:30 | Países Baixos | 1–3    | Brasil        | 23–25 | 24–26 | 25–13 | 22–25 |       | 94–89  | Relatório |

#### Grupo 10
- Local:  Kraljevo Sports Hall, Kraljevo, Sérvia

| Data   | Hora  |         | Placar |         | Set 1 | Set 2 | Set 3 | Set 4 | Set 5 | Total   | Relatório |
| ------ | ----- | ------- | ------ | ------- | ----- | ----- | ----- | ----- | ----- | ------- | --------- |
| 29 mai | 17:00 | Bélgica | 0–3    | Turquia | 19–25 | 18–25 | 24–26 |       |       | 61–76   | Relatório |
| 29 mai | 20:00 | Sérvia  | 3–0    | Rússia  | 25–23 | 25–19 | 25–18 |       |       | 75–60   | Relatório |
| 30 mai | 17:00 | Turquia | 2–3    | Rússia  | 23–25 | 25–19 | 25–23 | 20–25 | 11–15 | 104–107 | Relatório |
| 30 mai | 20:00 | Bélgica | 0–3    | Sérvia  | 20–25 | 16–25 | 14–25 |       |       | 50–75   | Relatório |
| 31 mai | 17:00 | Rússia  | 3–1    | Bélgica | 25–21 | 25–20 | 23–25 | 25–18 |       | 98–84   | Relatório |
| 31 mai | 20:00 | Turquia | 2–3    | Sérvia  | 20–25 | 25–22 | 25–18 | 23–25 | 12–15 | 105–105 | Relatório |

#### Grupo 11
- Local:  Estádio Indoor Huamark, Bancoque, Tailândia

| Data   | Hora  |                      | Placar |                      | Set 1 | Set 2 | Set 3 | Set 4 | Set 5 | Total   | Relatório |
| ------ | ----- | -------------------- | ------ | -------------------- | ----- | ----- | ----- | ----- | ----- | ------- | --------- |
| 29 mai | 15:05 | Alemanha             | 0–3    | Estados Unidos       | 18–25 | 17–25 | 17–25 |       |       | 52–75   | Relatório |
| 29 mai | 18:05 | Tailândia            | 0–3    | República Dominicana | 21–25 | 22–25 | 20–25 |       |       | 63–75   | Relatório |
| 30 mai | 15:05 | República Dominicana | 0–3    | Estados Unidos       | 20–25 | 23–25 | 21–25 |       |       | 64–75   | Relatório |
| 30 mai | 18:05 | Tailândia            | 2–3    | Alemanha             | 23–25 | 26–28 | 25–23 | 25–22 | 10–15 | 109–113 | Relatório |
| 31 mai | 15:05 | República Dominicana | 1–3    | Alemanha             | 22–25 | 15–25 | 25–21 | 12–25 |       | 74–96   | Relatório |
| 31 mai | 18:05 | Tailândia            | 0–3    | Estados Unidos       | 10–25 | 22–25 | 16–25 |       |       | 48–75   | Relatório |

#### Grupo 12
- Local:  Coliseu de Hong Kong, Hong Kong, China

| Data   | Hora  |           | Placar |           | Set 1 | Set 2 | Set 3 | Set 4 | Set 5 | Total   | Relatório |
| ------ | ----- | --------- | ------ | --------- | ----- | ----- | ----- | ----- | ----- | ------- | --------- |
| 29 mai | 18:00 | Japão     | 3–2    | Itália    | 20–25 | 25–23 | 20–25 | 25–23 | 15–11 | 105–107 | Relatório |
| 29 mai | 20:30 | China     | 3–0    | Argentina | 25–22 | 25–16 | 25–12 |       |       | 75–50   | Relatório |
| 30 mai | 18:00 | Argentina | 0–3    | Itália    | 15–25 | 16–25 | 18–25 |       |       | 49–75   | Relatório |
| 30 mai | 20:30 | China     | 3–0    | Japão     | 25–21 | 25–19 | 25–17 |       |       | 75–57   | Relatório |
| 31 mai | 18:00 | Japão     | 3–0    | Argentina | 25–16 | 25–21 | 25–21 |       |       | 75–58   | Relatório |
| 31 mai | 20:30 | China     | 1–3    | Itália    | 18–25 | 14–25 | 25–16 | 18–25 |       | 75–91   | Relatório |

### Semana 4

#### Grupo 13
- Local:  Topsportcentrum Rotterdam, Roterdã, Países Baixos

| Data  | Hora  |                      | Placar |                      | Set 1 | Set 2 | Set 3 | Set 4 | Set 5 | Total   | Relatório |
| ----- | ----- | -------------------- | ------ | -------------------- | ----- | ----- | ----- | ----- | ----- | ------- | --------- |
| 5 jun | 16:30 | Itália               | 3–2    | Sérvia               | 19–25 | 25–21 | 25–21 | 18–25 | 15–13 | 102–105 | Relatório |
| 5 jun | 19:30 | Países Baixos        | 3–0    | República Dominicana | 25–22 | 25–21 | 25–18 |       |       | 75–61   | Relatório |
| 6 jun | 16:30 | Sérvia               | 3–0    | República Dominicana | 25–19 | 25–20 | 25–13 |       |       | 75–52   | Relatório |
| 6 jun | 19:30 | Países Baixos        | 2–3    | Itália               | 25–18 | 23–25 | 25–19 | 15–25 | 8–15  | 96–102  | Relatório |
| 7 jun | 16:30 | República Dominicana | 0–3    | Itália               | 18–25 | 15–25 | 20–25 |       |       | 53–75   | Relatório |
| 7 jun | 19:30 | Países Baixos        | 3–2    | Sérvia               | 15–25 | 19–25 | 29–27 | 25–17 | 20–18 | 108–112 | Relatório |

#### Grupo 14
- Local:  Jiangmen Sport Hall, Jiangmen, China

| Data  | Hora  |                | Placar |                | Set 1 | Set 2 | Set 3 | Set 4 | Set 5 | Total   | Relatório |
| ----- | ----- | -------------- | ------ | -------------- | ----- | ----- | ----- | ----- | ----- | ------- | --------- |
| 5 jun | 16:00 | Rússia         | 0–3    | Estados Unidos | 14–25 | 18–25 | 18–25 |       |       | 50–75   | Relatório |
| 5 jun | 19:30 | China          | 2–3    | Brasil         | 25–19 | 23–25 | 25–27 | 25–10 | 14–16 | 112–97  | Relatório |
| 6 jun | 16:00 | Estados Unidos | 3–1    | Brasil         | 25–23 | 26–28 | 25–21 | 25–18 |       | 101–90  | Relatório |
| 6 jun | 19:30 | China          | 3–0    | Rússia         | 25–21 | 25–19 | 25–22 |       |       | 75–62   | Relatório |
| 7 jun | 16:00 | Brasil         | 3–2    | Rússia         | 15–25 | 25–21 | 25–20 | 19–25 | 17–15 | 101–106 | Relatório |
| 7 jun | 19:30 | China          | 0–3    | Estados Unidos | 20–25 | 22–25 | 20–25 |       |       | 62–75   | Relatório |

#### Grupo 15
- Local:  Korat Chatchai Hall, Nakhon Ratchasima, Tailândia

| Data  | Hora  |               | Placar |               | Set 1 | Set 2 | Set 3 | Set 4 | Set 5 | Total   | Relatório |
| ----- | ----- | ------------- | ------ | ------------- | ----- | ----- | ----- | ----- | ----- | ------- | --------- |
| 5 jun | 15:05 | Japão         | 1–3    | Turquia       | 17–25 | 23–25 | 25–13 | 11–25 |       | 76–88   | Relatório |
| 5 jun | 18:05 | Tailândia     | 1–3    | Coreia do Sul | 16–25 | 18–25 | 25–20 | 24–26 |       | 83–96   | Relatório |
| 6 jun | 15:05 | Japão         | 3–0    | Coreia do Sul | 25–22 | 25–14 | 25–20 |       |       | 75–56   | Relatório |
| 6 jun | 18:05 | Tailândia     | 1–3    | Turquia       | 20–25 | 28–30 | 25–18 | 19–25 |       | 92–98   | Relatório |
| 7 jun | 15:05 | Coreia do Sul | 0–3    | Turquia       | 19–25 | 21–25 | 23–25 |       |       | 63–75   | Relatório |
| 7 jun | 18:05 | Tailândia     | 2–3    | Japão         | 25–19 | 25–20 | 17–25 | 19–25 | 20–22 | 106–111 | Relatório |

#### Grupo 16
- Local:  Łuczniczka, Bydgoszcz, Polônia

| Data  | Hora  |           | Placar |           | Set 1 | Set 2 | Set 3 | Set 4 | Set 5 | Total | Relatório |
| ----- | ----- | --------- | ------ | --------- | ----- | ----- | ----- | ----- | ----- | ----- | --------- |
| 5 jun | 17:30 | Alemanha  | 3–1    | Bélgica   | 25–19 | 25–21 | 22–25 | 25–23 |       | 97–88 | Relatório |
| 5 jun | 20:30 | Polônia   | 3–0    | Argentina | 25–11 | 25–14 | 25–20 |       |       | 75–45 | Relatório |
| 6 jun | 17:30 | Bélgica   | 3–0    | Argentina | 25–22 | 25–16 | 25–14 |       |       | 75–52 | Relatório |
| 6 jun | 20:30 | Polônia   | 3–1    | Alemanha  | 25–21 | 21–25 | 25–20 | 25–9  |       | 96–75 | Relatório |
| 7 jun | 17:30 | Argentina | 0–3    | Alemanha  | 16–25 | 13–25 | 16–25 |       |       | 45–75 | Relatório |
| 7 jun | 20:30 | Polônia   | 3–1    | Bélgica   | 22–25 | 25–22 | 27–25 | 25–14 |       | 99–86 | Relatório |

### Semana 5

#### Grupo 17
- Local:  Porsche Arena, Stuttgart, Alemanha

| Data   | Hora  |          | Placar |               | Set 1 | Set 2 | Set 3 | Set 4 | Set 5 | Total   | Relatório |
| ------ | ----- | -------- | ------ | ------------- | ----- | ----- | ----- | ----- | ----- | ------- | --------- |
| 12 jun | 17:30 | Turquia  | 2–3    | Países Baixos | 11–25 | 29–31 | 25–16 | 25–20 | 10–15 | 100–107 | Relatório |
| 12 jun | 20:30 | Alemanha | 2–3    | China         | 25–20 | 27–25 | 17–25 | 23–25 | 8–15  | 100–110 | Relatório |
| 13 jun | 17:30 | China    | 1–3    | Países Baixos | 24–26 | 25–17 | 17–25 | 21–25 |       | 87–93   | Relatório |
| 13 jun | 20:30 | Alemanha | 1–3    | Turquia       | 16–25 | 15–25 | 25–20 | 19–25 |       | 75–95   | Relatório |
| 14 jun | 17:30 | China    | 1–3    | Turquia       | 26–28 | 21–25 | 25–20 | 20–25 |       | 92–98   | Relatório |
| 14 jun | 20:30 | Alemanha | 1–3    | Países Baixos | 21–25 | 16–25 | 26–24 | 19–25 |       | 82–99   | Relatório |

#### Grupo 18
- Local:  Centrum Sportowo-Rekreacyjne Aqua Zdrój, Wałbrzych, Polônia

| Data   | Hora  |                      | Placar |                      | Set 1 | Set 2 | Set 3 | Set 4 | Set 5 | Total   | Relatório |
| ------ | ----- | -------------------- | ------ | -------------------- | ----- | ----- | ----- | ----- | ----- | ------- | --------- |
| 12 jun | 17:30 | Rússia               | 3–0    | República Dominicana | 25–21 | 25–20 | 25–16 |       |       | 75–57   | Relatório |
| 12 jun | 20:30 | Polônia              | 3–2    | Japão                | 18–25 | 25–15 | 25–16 | 21–25 | 16–14 | 105–95  | Relatório |
| 13 jun | 17:30 | República Dominicana | 2–3    | Japão                | 15–25 | 25–14 | 25–21 | 27–29 | 13–15 | 105–104 | Relatório |
| 13 jun | 20:30 | Polônia              | 3–0    | Rússia               | 25–21 | 25–18 | 25–15 |       |       | 75–54   | Relatório |
| 14 jun | 17:30 | Rússia               | 3–2    | Japão                | 19–25 | 25–14 | 25–16 | 23–25 | 15–10 | 107–90  | Relatório |
| 14 jun | 20:30 | Polônia              | 1–3    | República Dominicana | 18–25 | 25–16 | 21–25 | 20–25 |       | 84–91   | Relatório |

#### Grupo 19
- Local:  PalaSele, Eboli, Itália

| Data   | Hora  |         | Placar |           | Set 1 | Set 2 | Set 3 | Set 4 | Set 5 | Total   | Relatório |
| ------ | ----- | ------- | ------ | --------- | ----- | ----- | ----- | ----- | ----- | ------- | --------- |
| 12 jun | 17:00 | Brasil  | 3–1    | Bélgica   | 25–15 | 25–14 | 21–25 | 25–23 |       | 96–77   | Relatório |
| 12 jun | 20:00 | Itália  | 3–0    | Tailândia | 25–11 | 25–17 | 25–15 |       |       | 75–43   | Relatório |
| 13 jun | 17:00 | Brasil  | 3–1    | Tailândia | 25–16 | 25–22 | 18–25 | 25–13 |       | 93–76   | Relatório |
| 13 jun | 20:00 | Itália  | 3–0    | Bélgica   | 25–22 | 25–18 | 25–19 |       |       | 75–59   | Relatório |
| 14 jun | 17:00 | Bélgica | 3–1    | Tailândia | 26–24 | 23–25 | 25–20 | 25–21 |       | 99–90   | Relatório |
| 14 jun | 20:00 | Itália  | 3–2    | Brasil    | 22–25 | 25–20 | 17–25 | 25–19 | 15–12 | 104–101 | Relatório |

#### Grupo 20
- Local:  Estádio da Faculdade Regional de Santa Fé, Santa Fé, Argentina

| Data   | Hora  |               | Placar |                | Set 1 | Set 2 | Set 3 | Set 4 | Set 5 | Total  | Relatório |
| ------ | ----- | ------------- | ------ | -------------- | ----- | ----- | ----- | ----- | ----- | ------ | --------- |
| 12 jun | 17:40 | Sérvia        | 3–1    | Estados Unidos | 30–28 | 23–25 | 25–20 | 25–18 |       | 103–91 | Relatório |
| 12 jun | 20:40 | Argentina     | 3–0    | Coreia do Sul  | 25–18 | 26–24 | 25–21 |       |       | 76–63  | Relatório |
| 13 jun | 17:40 | Coreia do Sul | 0–3    | Estados Unidos | 13–25 | 23–25 | 19–25 |       |       | 55–75  | Relatório |
| 13 jun | 20:40 | Argentina     | 0–3    | Sérvia         | 27–29 | 13–25 | 16–25 |       |       | 56–79  | Relatório |
| 14 jun | 17:40 | Coreia do Sul | 0–3    | Sérvia         | 17–25 | 20–25 | 11–25 |       |       | 48–75  | Relatório |
| 14 jun | 20:40 | Argentina     | 0–3    | Estados Unidos | 15–25 | 14–25 | 15–25 |       |       | 44–75  | Relatório |

## Fase final
- Local:  Ginásio do Centro de Desportos Olímpicos de Nanquim, Nanquim, China
- As partidas seguem o horário local (UTC+8).

|  | Equipes classificadas para as semifinais |

### Grupo A
|     |               |     | Jogos | Jogos | Jogos | Resultados | Resultados | Resultados | Resultados | Resultados | Resultados | Sets | Sets | Sets  | Pontos | Pontos | Pontos |
| Pos | Equipe        | Pts | T     | V     | D     | 3–0        | 3–1        | 3–2        | 2–3        | 1–3        | 0–3        | V    | P    | R     | V      | P      | R      |
| --- | ------------- | --- | ----- | ----- | ----- | ---------- | ---------- | ---------- | ---------- | ---------- | ---------- | ---- | ---- | ----- | ------ | ------ | ------ |
| 1   | Brasil        | 6   | 2     | 2     | 0     | 2          | 0          | 0          | 0          | 0          | 0          | 6    | 0    | MAX   | 150    | 120    | 1.250  |
| 2   | China         | 3   | 2     | 1     | 1     | 0          | 1          | 0          | 0          | 0          | 1          | 3    | 4    | 0.750 | 159    | 161    | 0.988  |
| 3   | Países Baixos | 0   | 2     | 0     | 2     | 0          | 0          | 0          | 0          | 1          | 1          | 1    | 6    | 0.167 | 142    | 170    | 0.835  |

| Data   | Hora  |        | Placar |               | Set 1 | Set 2 | Set 3 | Set 4 | Set 5 | Total | Relatório |
| ------ | ----- | ------ | ------ | ------------- | ----- | ----- | ----- | ----- | ----- | ----- | --------- |
| 27 jun | 19:15 | China  | 3–1    | Países Baixos | 20–25 | 25–21 | 25–22 | 25–18 |       | 95–86 | Relatório |
| 28 jun | 19:15 | Brasil | 3–0    | Países Baixos | 25–16 | 25–17 | 25–23 |       |       | 75–56 | Relatório |
| 29 jun | 20:30 | China  | 0–3    | Brasil        | 20–25 | 22–25 | 22–25 |       |       | 64–75 | Relatório |

### Grupo B
|     |                |     | Jogos | Jogos | Jogos | Resultados | Resultados | Resultados | Resultados | Resultados | Resultados | Sets | Sets | Sets  | Pontos | Pontos | Pontos |
| Pos | Equipe         | Pts | T     | V     | D     | 3–0        | 3–1        | 3–2        | 2–3        | 1–3        | 0–3        | V    | P    | R     | V      | P      | R      |
| --- | -------------- | --- | ----- | ----- | ----- | ---------- | ---------- | ---------- | ---------- | ---------- | ---------- | ---- | ---- | ----- | ------ | ------ | ------ |
| 1   | Estados Unidos | 5   | 2     | 2     | 0     | 1          | 0          | 1          | 0          | 0          | 0          | 6    | 2    | 3,000 | 182    | 165    | 1.103  |
| 2   | Turquia        | 3   | 2     | 1     | 1     | 0          | 0          | 1          | 1          | 0          | 0          | 5    | 5    | 1,000 | 202    | 206    | 0.981  |
| 3   | Sérvia         | 1   | 2     | 0     | 2     | 0          | 0          | 0          | 1          | 0          | 1          | 2    | 6    | 0.333 | 171    | 184    | 0.929  |

| Data   | Hora  |                | Placar |         | Set 1 | Set 2 | Set 3 | Set 4 | Set 5 | Total   | Relatório |
| ------ | ----- | -------------- | ------ | ------- | ----- | ----- | ----- | ----- | ----- | ------- | --------- |
| 27 jun | 15:00 | Estados Unidos | 3–2    | Turquia | 17–25 | 21–25 | 25–21 | 25–15 | 15–11 | 103–97  | Relatório |
| 28 jun | 15:00 | Sérvia         | 2–3    | Turquia | 25–20 | 21–25 | 18–25 | 25–19 | 14–16 | 103–105 | Relatório |
| 29 jun | 15:00 | Estados Unidos | 3–0    | Sérvia  | 29–27 | 25–22 | 25–19 |       |       | 79–68   | Relatório |

### Final four
|  | Semifinais     | Semifinais     |                |   | Final | Final |
|  |                |                |                |   |       |       |
|  | 30 de junho    |                |                |   |       |       |
|  |                |                |                |   |       |       |
|  | Brasil         | 0              |                |   |       |       |
|  | Brasil         | 0              | 1 de julho     |   |       |       |
|  | Turquia        | 3              |                |   |       |       |
|  | Turquia        | 3              | Turquia        | 2 |       |       |
|  | 30 de junho    |                | Turquia        | 2 |       |       |
|  |                | Estados Unidos | 3              |   |       |       |
|  | Estados Unidos | Estados Unidos | 3              | 3 |       |       |
|  | Estados Unidos |                |                | 3 |       |       |
|  | China          | 1              |                |   |       |       |
|  | China          | 1              | Terceiro lugar |   |       |       |
|  |                |                |                |   |       |       |
|  | 1 de julho     |                |                |   |       |       |
|  |                |                |                |   |       |       |
|  | Brasil         | 0              |                |   |       |       |
|  | Brasil         | 0              |                |   |       |       |
|  | China          | 3              |                |   |       |       |

Semifinais
| Data   | Hora  |                | Placar |         | Set 1 | Set 2 | Set 3 | Set 4 | Set 5 | Total | Relatório |
| ------ | ----- | -------------- | ------ | ------- | ----- | ----- | ----- | ----- | ----- | ----- | --------- |
| 30 jun | 15:00 | Brasil         | 0–3    | Turquia | 23–25 | 23–25 | 22–25 |       |       | 68–75 | Relatório |
| 30 jun | 19:45 | Estados Unidos | 3–1    | China   | 25–23 | 25–20 | 18–25 | 25–18 |       | 93–86 | Relatório |

Terceiro lugar
| Data  | Hora  |        | Placar |       | Set 1 | Set 2 | Set 3 | Set 4 | Set 5 | Total | Relatório |
| ----- | ----- | ------ | ------ | ----- | ----- | ----- | ----- | ----- | ----- | ----- | --------- |
| 1 jul | 15:00 | Brasil | 0–3    | China | 18–25 | 22–25 | 22–25 |       |       | 62–75 | Relatório |

Final
| Data  | Hora  |         | Placar |                | Set 1 | Set 2 | Set 3 | Set 4 | Set 5 | Total  | Relatório |
| ----- | ----- | ------- | ------ | -------------- | ----- | ----- | ----- | ----- | ----- | ------ | --------- |
| 1 jul | 19:00 | Turquia | 2–3    | Estados Unidos | 25–17 | 22–25 | 28–26 | 15–25 | 7–15  | 97–108 | Relatório |

## Classificação final
| Campeão | Vice-campeão | Terceiro lugar |
| Estados Unidos Micha Hancock · Carli Lloyd · Justine Wong-Orantes · Rachael Adams · TeTori Dixon · Lauren Gibbemeyer · Madison Kingdon · Jordan Larson · Andrea Drews · Kelly Murphy · Michelle Bartsch-Hackley · Kimberly Hill · Foluke Akinradewo · Kelsey Robinson | Turquia Hatice Gizem Örge · Simge Şebnem Aköz · Beyza Arıcı · Şeyma Ercan · Hande Baladın · Meliha İsmailoğlu · Cansu Özbay · Meryem Boz · Eda Erdem Dündar · Zehra Güneş · Gamze Alikaya · Aylin Sarıoğlu · Ebrar Karakurt | China Yuan Xinyue · Zhu Ting · Yang Fangxu · Gao Yi · Gong Xiangyu · Zeng Chunlei · Liu Xiaotong · Li Yingying · Diao Linyu · Lin Li · Ding Xia · Yan Ni · Wang Mengjie · Hu Mingyuan |

| 4  | Brasil               |
| 5  | Países Baixos        |
| 5  | Sérvia               |
| 7  | Itália               |
| 8  | Rússia               |
| 9  | Polônia              |
| 10 | Japão                |
| 11 | Alemanha             |
| 12 | Coreia do Sul        |
| 13 | Bélgica              |
| 14 | República Dominicana |
| 15 | Tailândia            |
| 16 | Argentina            |

## Prêmios individuais
A seleção do campeonato foi composta pelas seguintes jogadoras:
- MVP (Most Valuable Player):  Michelle Bartsch-Hackley